# Echzell
Echzell település Németországban, Hessen tartományban. Lakosainak száma 5800 fő (2023. december 31.). Echzell Nidda, Ranstadt és Wölfersheim községekkel határos.

## Népesség
A település népességének változása:
| Lakosok száma | 5796 | 5809 | 5768 | 5852 | 5800 |
|               | 2017 | 2019 | 2021 | 2022 | 2023 |